# 戴維·麥克杜格爾
戴維·麥克杜格爾（英語：Davy McDougall）是一位蘇格蘭職業足球員，效力過格拉斯哥流浪及布里斯托城。1910年，他以球員兼領隊的身份加入卡迪夫城，成為了卡迪夫城史上首位領隊，後轉任新港郡領隊。

## 註腳
1. ↑  （英文）.   [2012-06-01]. （原始内容存档于2012-04-07）.
2. ↑  （英文）. Cardiff City.   [2012-06-01]. （原始内容存档于2009-08-13）.